# Rodolfo Elizondo Torres
Rodolfo Elizondo Torres, né le 18 juillet 1946 à Victoria de Durango, Durango, Mexique, est un homme politique mexicain, membre du parti Parti action nationale (PAN). 
Il est le Secrétaire du Tourisme de 2003 à 2010.

## Biographie
En 2000, Rodolfo Elizondo coordonne la campagne présidentielle de Vicente Fox. Fox remporte les élections et devient président pour six ans. Le président Fox place d'abord Elizondo à la tête du bureau « Alliance citoyenne » (Alianza Ciudadana), puis le nomme « coordinateur général de la coordination sociale » (Coordinador General de Coordinación Social) en 2002. Torres devient ministre du Tourisme en 2003, toujours sous la présidence de Fox.